# Landhaus Johann Traugott Philipp
Das Landhaus Johann Traugott Philipp steht im Stadtteil Kötzschenbroda der sächsischen Stadt Radebeul, in der Hainstraße 7 an der Ecke zur Meißner Straße.

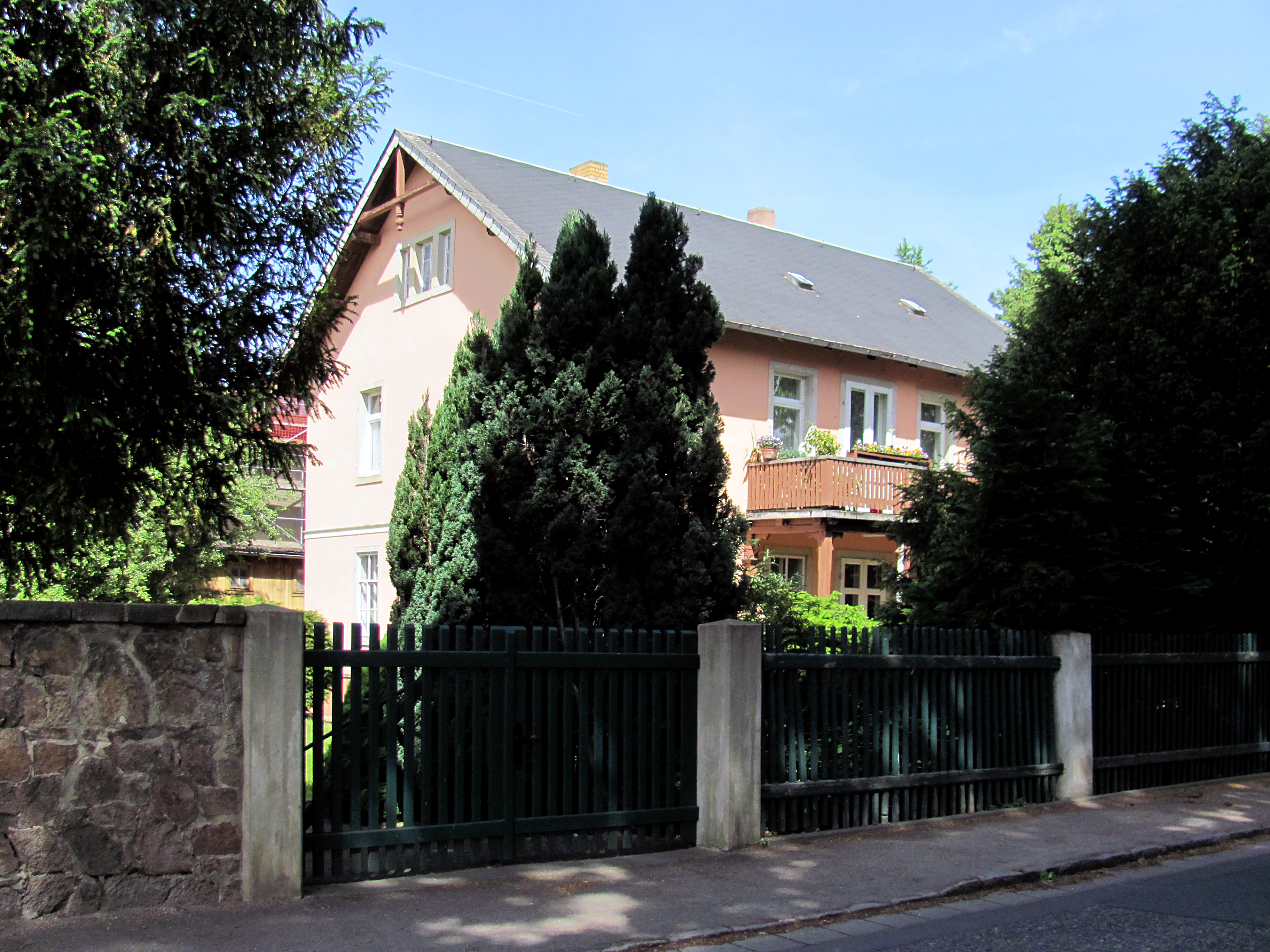
Landhaus Johann Traugott Philipp

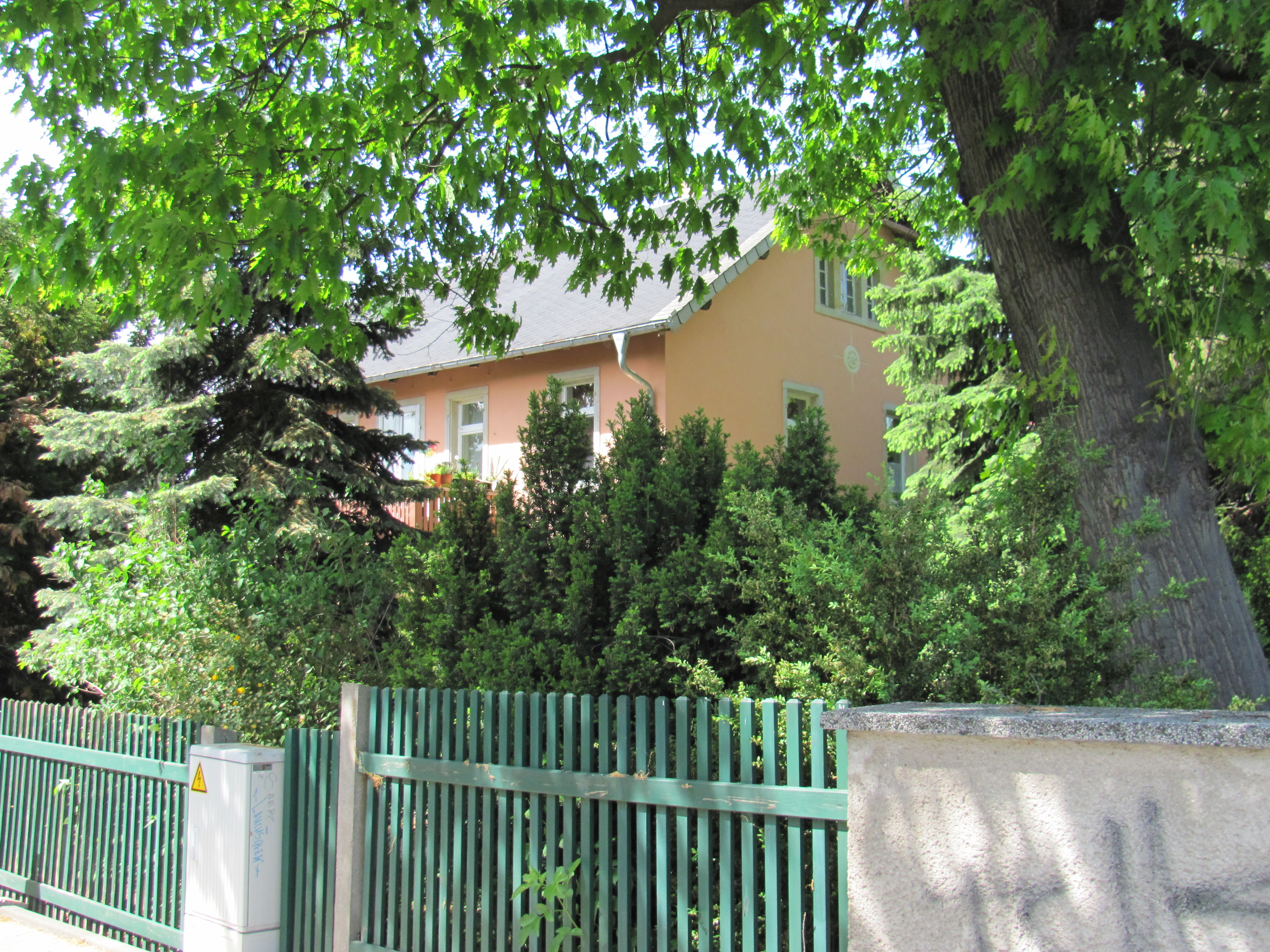
Landhaus Johann Traugott Philipp

## Beschreibung

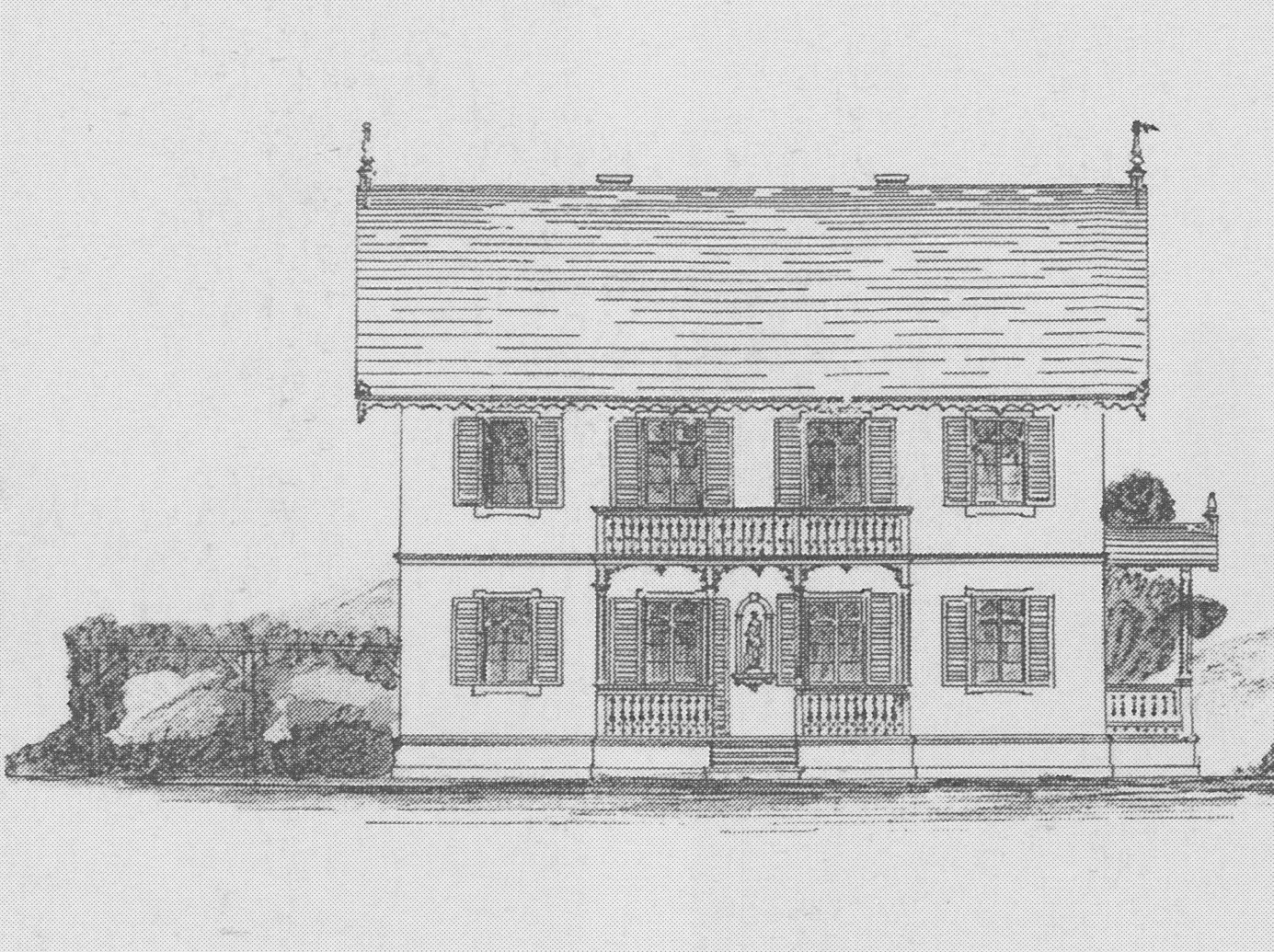
Bauzeichnung, um 1868

Das zur Meißner Straße giebelständige, unter Denkmalschutz stehende Landhaus hat ein flach geneigtes Satteldach mit Sparrengiebeln. Die ehemalige Gesimsgliederung des zweigeschossigen, schlichten Putzbaus ist nur noch teilweise erhalten. Die Fenster weisen Klappläden auf, an den Fassaden befinden sich Weinspaliere.
In der Hauptansicht zur Hainstraße steht eine hölzerne Veranda mittig vor zwei der vier Fensterachsen, obenauf einen Austritt. Im Giebel zur Meißner Straße steht ein Eingangsvorbau. In der traufseitigen Rückansicht befindet sich der Wirtschaftsflügel.

## Geschichte
Das Wohnhaus wurde 1868 durch die Lößnitz-Baumeister Gebrüder Ziller für den Bauerngutsbesitzer Johann Traugott Philipp errichtet. Die Aufstockung des Wirtschaftsflügels erfolgte 1882.
Im Jahr 1919 wurde ein „Hühner-Aufenthaltsraum“ an das Wohnhaus angebaut.